# Eugenia peruibensis
Eugenia peruibensis är en myrtenväxtart som beskrevs av Joáo Rodrigues de Mattos. Eugenia peruibensis ingår i släktet Eugenia och familjen myrtenväxter. Inga underarter finns listade i Catalogue of Life.